# Thylamys cinderella
La marmosa coligruesa cenicienta (Thylamys cinderella) es una especie de marsupial didelfimorfo de la familia Didelphidae propio de Sudamérica. Se encuentra en el noroeste de Argentina, y sur de Bolivia.
Tiene la piel dorsal marrón grisáceo a marrón oscuro; el pelo de su vientre es gris, mientras que en el pecho es amarillento. Se trata de una especie muy parecida a Thylamys sponsorius, de la que se diferencia por una cresta posterior de las órbitas oculares bien desarrollada, que se extiende por afuera de las mismas.